# Moritz Lazarus

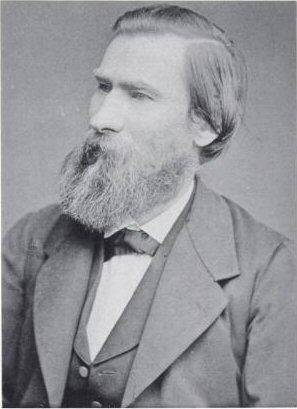
Moritz Lazarus (Atelier Gebr. Siebe, Leipzig um 1870)

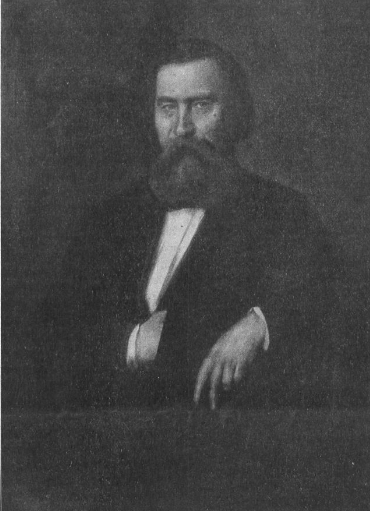
Porträt von Franz von Lenbach

Moritz Lazarus, geboren als  Moses Lazarus (* 15. September 1824 in Filehne, Provinz Posen; † 13. April 1903 in Meran) war ein deutscher Psychologe. Zusammen mit seinem Schwager Heymann Steinthal gehört er zu den Mitbegründern der Völkerpsychologie auf Herbartscher Grundlage.

## Leben
Moritz Lazarus war der Sohn des Aaron Levin Lazarus († 26. Februar 1874), eines Schülers von Akiba Eger. Gemeinsam mit seinem Bruder Leyser besuchte Lazarus die Schule der jüdischen Gemeinde in Filehne. Von 1841 bis 1844 absolvierte er zunächst eine kaufmännische Lehre in Posen und anschließend bis 1846 ein deutsches Gymnasium. Danach studierte Lazarus an der Universität Berlin die Fächer Philosophie, Geschichte und Philologie. 1850 wurde Moritz Lazarus promoviert; und im selben Jahr heirateten er und Sarah Lebenheim.
Ebenfalls 1850 entschied sich Lazarus für die Psychologie und veröffentlichte ein Jahr später einen Aufsatz Über den Begriff und die Möglichkeit einer Völkerpsychologie als Wissenschaft. Im Verlag von Heinrich Schindler publizierte Moritz Lazarus 1856 den ersten Band und 1857 den zweiten Band seines Werkes Das Leben der Seele in Monographien über seine Erscheinungen und Gesetze. Ab der zweiten Auflage erschien 1882 ein dritter Band.
Auf der Grundlage dieses seinerzeit weithin beachteten Werks wurde Lazarus 1860 als Honorarprofessor an die Universität Bern berufen. Er war der erste Professor jüdischer Herkunft an der philosophischen Fakultät. 1862 wurde Lazarus in Bern zum ordentlichen Professor für Psychologie und Völkerpsychologie berufen (der erste Lehrstuhl für Psychologie überhaupt), ab 1864 amtierte er als Rektor und Dekan der philosophischen Fakultät. Nach seiner Rückkehr nach Berlin im März 1866 folgte er ein Jahr später einem Ruf an die dortige Preußische Kriegsakademie als Dozent für Geschichte der Philosophie. Dieses Amt hatte er bis 1872 inne, als der Bereich Philosophie abgewickelt wurde. Ab 1873 lehrte Lazarus Philosophie, Psychologie, Völkerpsychologie und Pädagogik an der philosophischen Fakultät der Berliner Universität, allerdings nur in der behelfsmäßigen Konstruktion einer „ordentlichen Honorarprofessur“. Eine ordentliche Professur blieb ihm an deutschen Universitäten in mehreren Anläufen verweigert. Zumindest im Fall der Universität Kiel lässt sich ein judenfeindlicher Hintergrund belegen.
Er hielt sich auch des Öfteren in Leipzig auf, wo er 1885 in der Roßstraße (seit 2001 Auguste-Schmidt-Straße) ein Haus erwarb. Bereits seit 1872 war er im Besitz eines Grundstücks im nahegelegenen Dorf Schönefeld, auf dem er sich zur Sommerfrische ein Landhaus errichten und einen Park anlegen ließ. Hier besuchten ihn unter anderem Clara Schumann, Theodor Fontane, Paul Heyse und Adolf von Menzel. Letzterer zeichnete hier eine Linde, die heute Menzellinde heißt und vom ganzen Anwesen als Einziges noch erhalten ist. Die Linde ist ein Naturdenkmal. Die benachbarte Straße wurde 1905 als Lazarusstraße benannt.

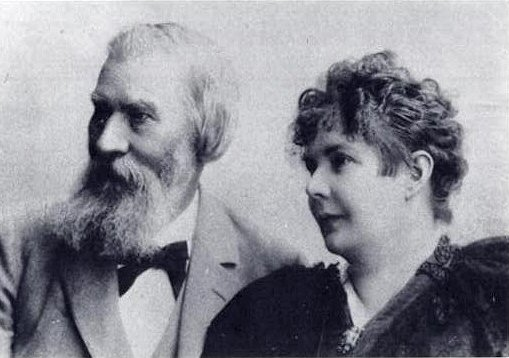
Moritz Lazarus und Nahida Ruth Lazarus-Remy ca. 1895

Nach dem Tod seiner ersten Frau Sarah Lebenheim heirateten 1895 Moritz Lazarus und die Schriftstellerin Nahida Ruth Remy. Diese war durch Lazarus’ Einfluss zum jüdischen Glauben konvertiert. Nach dem Verkauf der Leipziger Immobilien zogen beide 1897 nach Meran.
Lazarus war ein großer Literatur- und Musikliebhaber. Zu seinem Freundeskreis gehörten neben Clara Schumann, Theodor Fontane und Paul Heyse auch Berthold Auerbach und Friedrich Rückert. Er war Mitglied literarischer Zirkel wie dem Rütli oder dem Tunnel über der Spree. Er war Vorstandsmitglied des Schriftsteller-Verbands und Mitbegründer der Schillerstiftung.

## Werk und Wirken
Moritz Lazarus gilt als Vorkämpfer für die Rechte des Judentums und war selbst ein prominenter Vertreter des sozialen Aufstiegs deutscher Juden in der zweiten Hälfte des 19. Jahrhunderts. Mit Aufkommen des gegen die Emanzipation gerichteten bürgerlichen und akademischen modernen Antisemitismus gehörte Lazarus zu den ersten, die mit Reden, Büchern und jüdischer Selbstorganisierung auf Heinrich von Treitschkes antisemitischen Angriff reagierten. Seine aus Vorträgen hervorgegangenen Schriften „Was heißt national?“ und „Unser Standpunkt“ von 1880 sind bemerkenswerte Dokumente deutsch-jüdischen Selbstbewusstseins als gleichberechtigte Staatsbürger und gleichzeitig auf einer modernen Kulturtheorie fußende Plädoyers für eine pluralistische Gesellschaft.
Gemeinsam mit Heymann Steinthal gründete Lazarus 1860 die Zeitschrift für Völkerpsychologie und Sprachwissenschaft, die beide bis 1891 herausgaben. Ziel der Zeitschrift war die Etablierung der Völkerpsychologie als eine jenseits des Streits zwischen Idealismus und Materialismus, zwischen Hegelianischer Philosophie und den Naturwissenschaften operierende soziologisch erweiterte Psychologie oder Sozialpsychologie. Die völkerpsychologischen Beiträge Lazarus’ waren einflussreich für Soziologie, Kulturphilosophie, Psychologie und Kulturanthropologie. Der Ansatz von Lazarus und Steinthal „zielte auf eine Theorie der Moderne“. Der Soziologe Georg Simmel bezeichnete sich als Schüler des Völkerpsychologen Lazarus, der seinen wissenschaftlichen Blick entscheidend beeinflusst habe. Der Einfluss auf die amerikanische Cultural Anthropology geht vor allem auf Franz Boas zurück, der ebenfalls bei Lazarus studiert hatte.
Unter dem Vorsitz von Lazarus wurde die erste Israelitische Synode 1869 in Leipzig abgehalten, die Rabbiner, Wissenschaftler und führende Laien aus sechzig Gemeinden Deutschlands, Österreichs und anderer Länder Europas und Amerikas versammelte. Diese Synode befasste sich mit den Reformbestrebungen im Judentum und billigte erstmals einige neue Formen der jüdischen Religionsausübung wie beispielsweise den Gebrauch der Orgel in der Synagoge.
Sein zeitgenössisch viel beachtetes Spätwerk bestand in der „Ethik des Judenthums“, ein ursprünglich als kollektives Projekt angelegtes Werk, das Lazarus schließlich allein übernahm. Die „Ethik“ ist dabei zum einen der Versuch, die ethischen Elemente in der jüdischen Tradition und Religionsphilosophie zusammenzutragen und für das Judentum in modernen Gesellschaften zu übersetzen. Dementsprechend euphorisch wurde das Werk auch im liberalen deutschen Judentum aufgenommen. Zum anderen wohnt der „Ethik“ auch ein gewisser apologetischer Aspekt inne, da sie erklärtermaßen auch dazu dienen sollte, die falschen Unterstellungen der deutschen Antisemiten gegen das Judentum mit Verweis auf seine ethischen Grundlagen zurückzuweisen.

## Mitgliedschaften
- Seit 1856: Berliner Literarischer Verein Rütli
- Seit 1872: Gesellschaft der Freunde; stellvertretender Vorsitzender von 1875 bis 1886
- 1867 bis 1892: Mitglied in der Repräsentanten-Versammlung der jüdischen Gemeinde in Berlin
- 1882 bis 1894: Vize-Präsident des 1869 von Lazarus mitbegründeten Deutsch-Israelitischen Gemeindebundes
- 1867 bis 1874: Präsident des preußischen (Berliner) Zweigs der Alliance Israélite Universelle

## Veröffentlichungen
- Die sittliche Berechtigung Preußens in Deutschland, Carl Schultze’s Buchdruckerei, Berlin 1850
- Über den Begriff und die Möglichkeit einer Völkerpsychologie als Wissenschaft. In: Robert Eduard Prutz (Hrsg.): Deutsches Museum. Zeitschrift für Literatur, Kunst und öffentliches Leben, 1851
- Das Leben der Seele in Monographien über seine Erscheinungen und Gesetze. 3 Bände.
  - Band 1: Schindler, Berlin 1856
  - Band 2: Schindler, Berlin 1857
  - Band 3: Dümmler, Berlin 1881/2. Aufl.
- mit Heymann Steinthal: Zeitschrift für Völkerpsychologie und Sprachwissenschaft. 20 Bände. Dümmler, Berlin u. a. 1860–1890.
- Ueber den Ursprung der Sitten. Antrittsvorlesung, gehalten am 23. März 1860 in der Aula der Hochschule zu Bern, Ferdinand Dümmler / Zeitschrift für Völkerpsychologie und Sprachwissenschaft, Berlin 1860
- Ueber die Ideen in der Geschichte. Rektoratsrede am 14. November 1863 in Bern. Dümmler, Berlin 1865
- Ein psychologischer Blick in unsere Zeit. Vortrag in der Singakademie, gehalten am 20. Januar 1872. Dümmler, Berlin 1872
- Ideale Fragen, in Reden und Vorträgen behandelt, A. Hofmann, Berlin 1878
- Was heißt national? ein Vortrag, gehalten am 2. Dezember 1879, Dümmler, Berlin 1880
- Unser Standpunkt. Zwei Reden an seine Religionsgenossen, am 1. und 16. December 1880 gehalten. Stuhr, Berlin 1881
- Über die Reize des Spiels. Dümmler, Berlin 1883
- An die deutschen Juden, Walther und Apolant, Berlin 1887
- Treu und Frei. Gesammelte Reden und Vorträge über Juden und Judenthum, C. F. Winter, Leipzig 1887
- Der Prophet Jeremias. Schottländer, Breslau 1894
- Die Ethik des Judenthums. Kaufmann, Frankfurt am Main
  - Bd. 1. 1898
  - Bd. 2. Herausgegeben von Jakob Winter und August Wünsche. 1911
- Lebenserinnerungen. Reimer, Berlin 1906
- Die Erneuerung des Judentums. Ein Aufruf, Georg Reimer, Berlin 1909
- Über Gespräche. Hrsg. v. Klaus Christian Köhnke. Vortrag in der Singakademie, gehalten am 24. Februar 1876. Henssel, Berlin 1986 ISBN 3-87329-536-9
- Grundzüge der Völkerpsychologie und Kulturwissenschaft. Hrsg. Klaus Christian Köhnke. Meiner, Hamburg 2003, ISBN 978-3-7873-1632-8